# Oeiras Open Challenger III 2021
L’Oeiras Open III 2021 è stato un torneo di tennis professionistico maschile giocato su campi in terra rossa. È stata la terza edizione del torneo e faceva parte della categoria Challenger 125 nell'ambito dell'ATP Challenger Tour 2021. Si è svolto al Complexo Desportivo do Jamor di Oeiras, in Portogallo, dal 17 al 23 maggio 2021. Anche le precedenti due edizioni si sono svolte nel 2021, ma facevano parte della categoria Challenger 50.

## Partecipanti

### Teste di serie
| Nazionalità | Giocatore            | Ranking* | Testa di serie |
| ----------- | -------------------- | -------- | -------------- |
| Rep. Ceca   | Jiří Veselý          | 73       | 1              |
| Stati Uniti | Steve Johnson        | 85       | 2              |
| Argentina   | Federico Coria       | 91       | 3              |
| Spagna      | Pedro Martínez       | 94       | 4              |
| Germania    | Yannick Hanfmann     | 95       | 5              |
| Argentina   | Juan Ignacio Londero | 98       | 6              |
| Argentina   | Facundo Bagnis       | 105      | 7              |
| Portogallo  | Pedro Sousa          | 111      | 8              |

* Ranking al 10 maggio 2021.

### Altri partecipanti
I seguenti giocatori hanno ricevuto una wild card per il tabellone principale:
- Nuno Borges
- João Domingues
- Gastão Elias

I seguenti giocatori sono entrati nel tabellone come alternate:
- Frederico Ferreira Silva

I seguenti giocatori sono passati dalle qualificazioni:
- Zizou Bergs
- Emilio Gómez
- Hugo Grenier
- Alex Molčan

## Punti e montepremi
| Torneo    | Torneo              | V      | F      | SF    | QF    | 2T    | 1T    | Q | Q2  | Q1  |
| Singolare | Punti               | 125    | 75     | 45    | 25    | 10    | 0     | 5 | 2   | 0   |
| Singolare | Premi in denaro (€) | 18 290 | 10 770 | 6 370 | 3 710 | 2 180 | 1 320 | – | 660 | 330 |
| Doppio    | Punti               | 125    | 75     | 45    | 25    | –     | 0     | – | –   | –   |
| Doppio    | Premi in denaro (€) | 7 870  | 4 570  | 2 740 | 1 630 | –     | 920   | – | –   | –   |

## Campioni

### Singolare
In finale  Carlos Alcaraz ha sconfitto  Facundo Bagnis con il punteggio di 6-4, 6-4.

### Doppio
In finale  Hunter Reese /  Sem Verbeek hanno sconfitto  Sadio Doumbia /  Fabien Reboul con il punteggio di 4-6, 6-4, [10-7].